# Zemský okres Fürstenfeldbruck
Zemský okres Fürstenfeldbruck (německy Landkreis Fürstenfeldbruck) je zemský okres v německé spolkové zemi Bavorsko, ve vládním obvodu Horní Bavorsko. Sídlem správy zemského okresu je město Fürstenfeldbruck. Má přibližně 173 tisíc obyvatel. 

## Města a obce
| Města: 1. Fürstenfeldbruck 2. Germering 3. Olching 4. Puchheim | Obce: 1. Adelshofen 2. Alling 3. Althegnenberg 4. Egenhofen 5. Eichenau 6. Emmering 7. Grafrath 8. Gröbenzell 9. Hattenhofen 10. Jesenwang 11. Kottgeisering 12. Landsberied 13. Maisach 14. Mammendorf 15. Mittelstetten 16. Moorenweis 17. Oberschweinbach 18. Schöngeising 19. Türkenfeld |